# Ansigtet lyver II
Ansigtet lyver I er en dansk stumfilm fra 1917, der er instrueret af Alexander Christian efter manuskript af Valdemar Andersen og Robert Hansen.

## Handling
Denne artikel mangler et handlingsreferat. Hjælp os med at skrive det.

## Medvirkende
- Gunnar Sommerfeldt - Dr. Arlington, kriminalist
- Alma Hinding - Mary Arlington
- Kai Lind - Tom og Jim Hooker, tvillingebrødre
- Charles Willumsen - Professor Villiers